# Spinophorosaurus

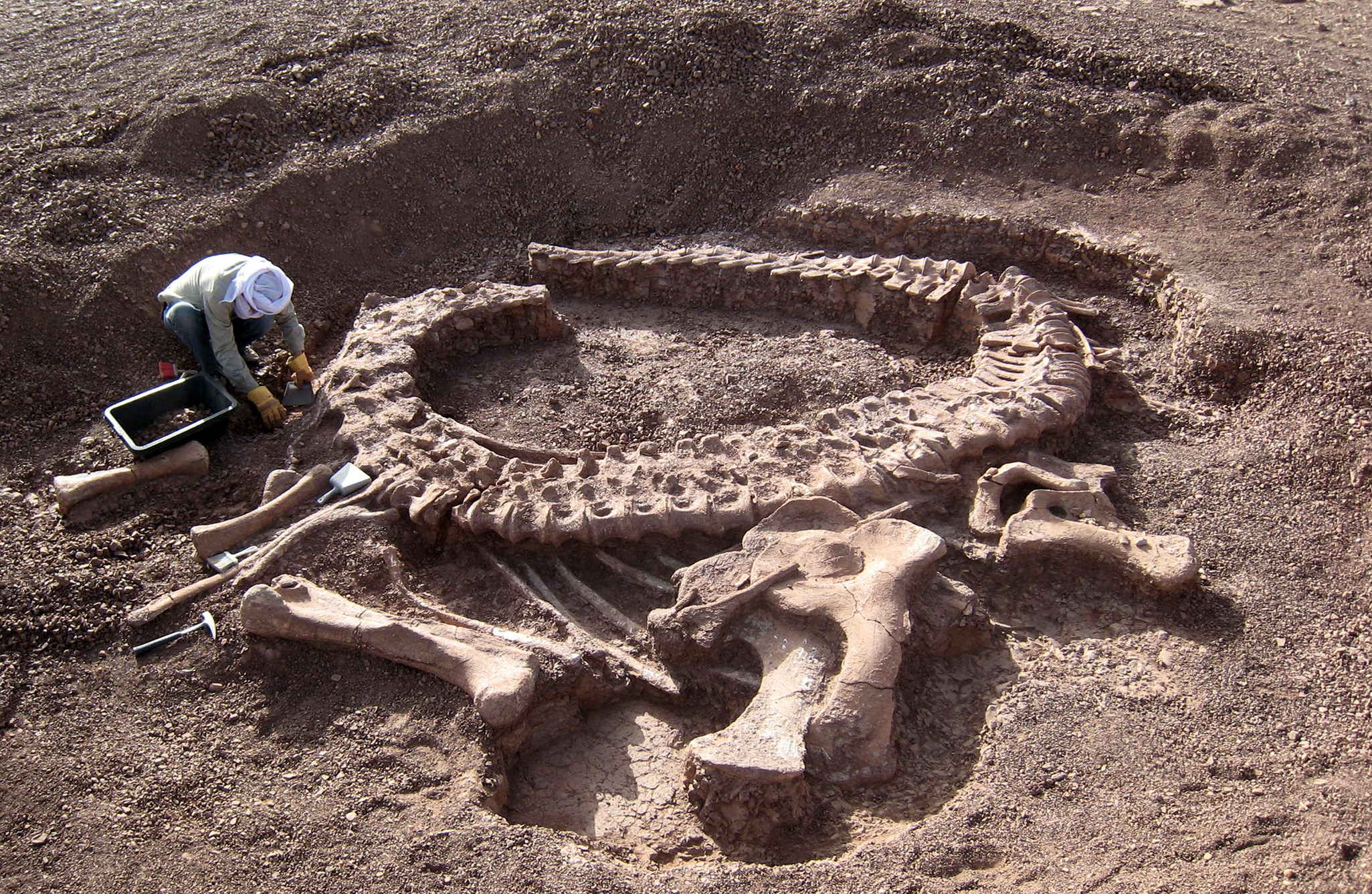
Holotyp-Exemplar GCP-CV-4229 während der Ausgrabungen

Spinophorosaurus ist eine Gattung früher sauropoder Dinosaurier. Bisher sind zwei unvollständige Skelette aus dem Mitteljura Afrikas bekannt, die 2009 mit der bisher einzigen Art Spinophorosaurus nigerensis wissenschaftlich beschrieben wurden. 
Spinophorosaurus ist der am besten bekannte basale Sauropode außerhalb der Eusauropoda und somit für das Verständnis der frühen Evolution der Sauropoden von großer Bedeutung. Diese Gattung zeichnete sich wie der verwandte Shunosaurus durch osteodermale Stachelwaffen am Ende des Schwanzes aus.

## Merkmale
Das Typskelett wird auf eine Gesamtlänge von 13 Metern geschätzt, gehörte jedoch zu einem subadulten, also noch nicht ausgewachsenen Tier, da einige Hirnschädel- und Wirbelnähte noch nicht verschmolzen waren. Das zweite Skelett war um etwa 13 % größer, wobei vollständig verschmolzene Wirbelnähte auf ein ausgewachsenes Tier hinweisen.
Die Zähne zeichnen sich durch große Dentikel (kleine, sägezahnähnliche Fortsätze) mit vergrößertem Abstand zueinander aus. Die Wirbelsäule besteht aus 13 Hals-, 12 Rücken-, 4 Kreuzbein- und über 37 Schwanzwirbel. Die Halswirbel sind moderat verlängert und zeigen große seitliche Aushöhlungen an den Zentren (Pleurocoele). Zu den hinteren Rückenwirbeln hin werden die Pleurocoele immer schwächer, während die Wirbelzentren relativ zur Höhe kürzer werden. Beim Holotyp-Skelett wurden zwei eng verbundene Hautknochen (Osteoderme) gefunden, die auf der Innenseite konkav sind und nach oben einen Stachel zeigen. Diese 29 cm langen Strukturen fanden sich in der Beckenregion des Skeletts, saßen beim lebenden Tier aber wahrscheinlich am hinteren Ende des Schwanzes. Ähnliche Schwanzwaffen finden sich auch bei dem verwandten Shunosaurus.
Autapomorphien, also Merkmale, anhand derer sich die Gattung von verwandten Gattungen abgrenzen lässt, finden sich an verschiedenen Elementen des Skeletts. So war beispielsweise das Coracoid (Rabenbein) nierenförmig. Des Weiteren überlappten sich die hinteren Chevron-Knochen und bildeten somit stangenähnliche, horizontal verlaufende Strukturen.

## Funde und Namensgebung
Bisher sind zwei unvollständige Skelette bekannt, die nördlich von Aderbissinat (Region Agadez, Niger) entdeckt wurden. Das erste Skelett (Holotyp, Exemplarnummern GCP-CV-4229 und NMB-1699-R) besteht aus Schädelknochen (Hirnschädel, Postorbitale, Squamosum, Quadratbein, Pterygoid und Surangulare) sowie einem fast kompletten Restskelett (Postkranium), bei dem lediglich das Sternum, der Unterarm, die Finger- sowie die Fußknochen fehlen. Während GCP-CV-4229 vorläufig im Museo Paleontológico de Elché in Spanien aufbewahrt wird, befindet sich NMB-1699-R im Naturhistorischen Museum in Braunschweig. Zukünftig soll das gesamte Skelett an das Musee National d’Histoire Naturelle in Niamey (Niger) gegeben werden. Ein weiterer Fund (Paratyp, NMB-1698-R) – ein unvollständiger Schädel sowie ein unvollständiges Postkranium – zeigt nicht nur Knochen, die bereits vom Holotyp-Skelett bekannt sind, sondern auch weitere Skelettelemente, die in letzterem nicht erhalten sind (Prämaxillare, Maxilla, Lacrimale, Dentale, Angulare, dorsale Rippen, Humerus, sowie ein einzelner Zehenknochen).
Stratigraphisch gehört der Fundort zur Basis der Irhazer-Gruppe, deren genaues Alter nicht bekannt ist. Wahrscheinlich stammen die Funde aus dem Mitteljura (Bajocium bis Bathonium) – ein noch älterer Ablagerungszeitraum der Sedimente des Fundorts im Unterjura kann jedoch nicht ausgeschlossen werden. Die Skelette fanden sich 15 Meter voneinander entfernt innerhalb einer mehrere Meter mächtigen Schicht aus rotem Schluffstein.
Die Funde wurden 2009 von Forschern aus Spanien, Deutschland und dem Niger wissenschaftlich beschrieben. Der Gattungsname Spinophorosaurus (lat. spina – „Stachel“, gr. phoro – „tragen“, sauros – „Echse“) weist dabei auf die großen, stachelförmigen Osteoderme hin, die wahrscheinlich als Waffen am Ende des Schwanzes gesessen haben. Das Artepiteth nigerensis weist auf das Land Niger, aus dem die Fossilien stammen.

## Phylogenese und Paläobiogeographie
Spinophorosaurus gilt als basaler Sauropode und Schwestertaxon der Eusauropoda, welche Shunosaurus und alle moderneren Sauropoden mit einschließt. Mit der Entdeckung von Spinophorosaurus konnten frühere Ideen zur Evolution früher Sauropoden hinterfragt und neue Hypothesen aufgestellt werden. So bestätigen die Forscher, dass es keine monophyletische Gruppe ostasiatischer, mitteljurassischer Sauropoden gab, sondern dass die gemeinsamen Merkmale dieser ostasiatischen Arten bereits bei viel basaleren Sauropoden auftauchen. Stattdessen finden sich größere anatomische Unterschiede zwischen Spinophorosaurus und zeitgenössischen Sauropoden aus dem südlichen Gondwana, woraus die Forscher auf eine mögliche monophyletische Gruppe südgondwanischer Eusauropoden schließen. In diesem Kontext widersprechen die Forscher die Ansicht, die Sauropodenfaunen seien vor dem Zerbrechen des Superkontinents Pangäa weltweit einheitlich gewesen.